# Eriocaulon panagudianum
Eriocaulon panagudianum là một loài thực vật có hoa trong họ Eriocaulaceae. Loài này được R.Ansari & N.P.Balakr. mô tả khoa học đầu tiên năm 1994.